# 아이리스 매리언 영

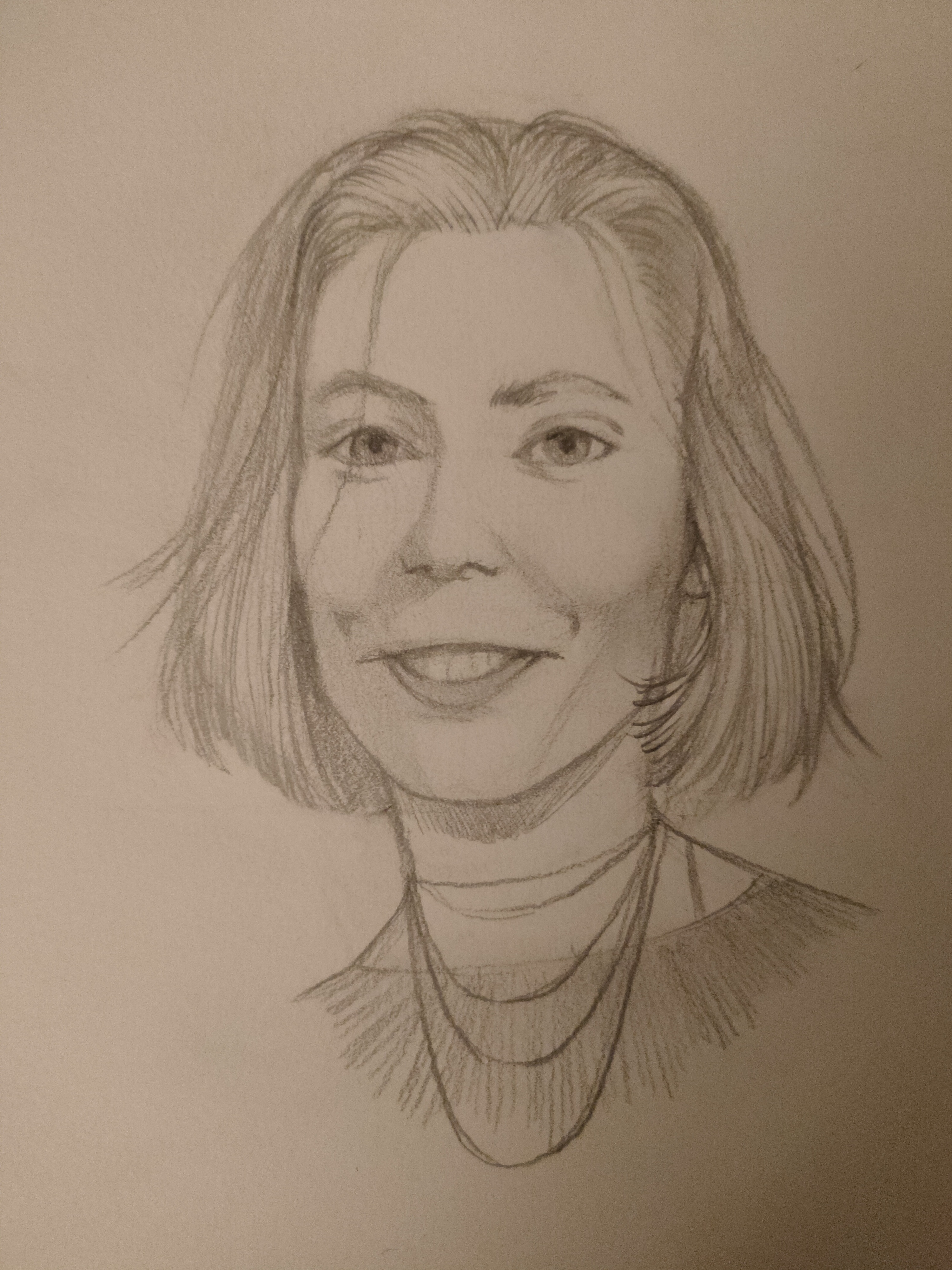

아이리스 매리언 영 (Iris Marion Young, 1949년 1월 2일 – 2006년 8월 1일)은 정의와 사회적 차이의 본질에 초점을 맞춘 미국의 정치 이론가이자 사회주의 페미니스트였다. 영은 시카고 대학에서 정치학 교수로 재직했으며 그곳에서 젠더 연구 센터 및 인권 프로그램과 제휴했다. 영의 연구는 현대 정치 이론, 페미니스트 사회 이론, 공공 정책에 대한 규범 분석을 다뤘다. 그녀는 정치 활동의 중요성을 믿었고 학생들이 지역 사회에 참여하도록 격려했다.
시카고 대학에 오기 전에 피츠버그 대학의 공공 및 국제 문제 대학원에서 9년 동안 정치 이론을 가르쳤고, 그 전에는 우스터 폴리테크닉 연구소 와 마이애미 대학을 비롯한 여러 기관에서 철학을 가르쳤다. 1995년 여름 학기 동안 영은 독일 프랑크푸르트에 있는 요한 볼프강 괴테 대학교 철학과 객원 교수로 재직했다. 영은 뉴저지주 프린스턴에 있는 고등 연구소, 빈에 있는 인문 과학 연구소, 호주 국립 대학교, 뉴질랜드 캔터베리 대학교, 인문 과학 연구소를 비롯한 전 세계 여러 대학과 연구소에서 방문 펠로우십을 했다.

영의 관심사는 현대의 정의 이론을 포함하여 광범위했다. 민주주의와 차이; 페미니스트 정치 이론 ; 미셸 푸코와 위르겐 하버마스를 포함한 대륙 정치 이론; 윤리 및 국제 문제 ; 성별, 인종 및 공공 정책.
영의 철학의 핵심은 정의의 개념이 개별적인 것에 국한되지 않는다는 주장이다. 그 대신, 사회 집단에 대한 인식은 구조적 불평등 을 시정하는 데 필수적이었다. 특정 사람들을 구속하는 사회적 규칙, 법률 및 제도적 일상은 그들을 하나의 집단으로 구속하고, 불의에 대한 우리의 인식은 개인이 아닌 사람들의 계급을 거의 보편적으로 비교하기 때문에 불평등과 불의에 대한 우리의 평가는 사회 집단의 중요성을 완전한 정의 이론의 구성 요소로 인식해야 한다. .
Young의 가장 잘 알려진 에세이 중 하나는 Human Studies (1980)에 처음 출판된 " Throwing Like a Girl: A Phenomenology of Feminine Body Compartment Motility and Spatiality "이다. 그녀는 시몬 드 보부아르와 모리스 메를로퐁티의 아이디어를 기반으로 하는 젠더화되고 구체화된 현상학적 관점의 맥락에서 여성 및 남성 운동의 차이점을 탐구한다. 그녀는 소녀들이 어떻게 사회화되고 몸의 움직임을 제한하고 몸이 연약하다고 생각하도록 조절되는지에 대해 논의한다. 이 에세이는 또한 시몬 드 보부아르의 '내재성'과 '초월성' 개념을 비판하고 확장하는 역할도 한다.
윤리 및 정치 철학, 글로벌 윤리 및 글로벌 정의에 특히 중요한 Young의 공헌 중 하나는 구조적 불의의 개념과 책임에 대한 관련 접근 방식인 사회적 연결 모델이다. 《정의에 대한 책임》( Responsibility for Justice )에서 길게 발전된 아이디어에서, 그녀의 사후에 출판된 영의 저작물과 여러 다른 저작물에서 영은 구조적(사회적) 불의가 "사회적 과정이 있을 때 존재한다"고 주장한다. 많은 범주의 사람들을 자신의 능력을 개발하고 행사할 수단을 박탈하거나 지배한다는 체계적인 위협 하에 놓이게 하는 동시에 이러한 과정을 통해 다른 사람들이 능력을 개발하고 행사할 수 있는 광범위한 기회를 지배하거나 가질 수 있다." 우리 대부분은 구조적 불의에 기여하는 데 어느 정도 관련되어 있기 때문에 영이 책임의 사회적 연결 모델 이라고 부르는 것도 발생한다. 이 모델에서 우리는 대리인과 기관이 구조적 불의와 관련하여 스스로를 어떻게 생각하는지 자문해야 한다. 이것은 특정 피해에 대한 죄책감, 비난 또는 과실을 찾는 데 더 초점을 맞춘 '피해에 대한 책임' 책임 모델과 완전히 대조된다. 영에 따르면 책임 모델이 구조적 불의를 다루지 못하는 주된 이유는 구조가 수용된 규범, 규칙 및 관행 내에서 행동하는 많은 사람들에 의해 생산되고 재생산되기 때문이다. 특정 개인의 동기. 이와 대조적으로 사회적 연결 모델은 불의를 초래하는 구조적 과정에 자신의 행동을 통해 기여하는 모든 사람들 이 불의를 시정할 (정치적) 책임이 있음을 시사하는 미래 지향적이다. 이 점에서 그녀는 존 롤스, 데이비드 밀러와 같은 다른 정치철학자들에 대한 접근 방식과 정의에 대한 분배적 접근과 국가주의적 접근에 초점을 맞추고 대조하며 한나 아렌트의 작업에서 많은 영감을 얻는다.

## 같이 보기
- 세일라 벤하비브
- 찰스 테일러 (철학자)
- 앤서니 기든스
- 장 폴 사르트르